# Dawn Penn
Dawn Penn (Dawn Pickering, 1952, Kingston, Jamaica) jamaicai   reggae énekesnő.

## Karrier
1967-ben jelent meg első rocksteady kislemeze, a  "You Don’t Love Me (No, No, No)",  Coxsone Dodd producernél a Studio One-ban.
1970-ben azonban eltávolodott a zenétől és a Virgin-szigetekre költözött. 1987-ben  visszatért  Jamaicára és újra zenélni kezdett.
1994 nyarán újra kiadta a   "You Don’t Love Me (No, No, No)" lemezt (Steely & Clevie-vel), és a slágerlisták élre került az USA-ban, Európában és Jamaikán.
A számot Kano, Hexstatic, Jae Millz, Ghostface Killah és Rihanna is feldolgozta. Mindegyik feldolgozásnak "No, No, No" volt a címe, kivéve Ghostface számát, melynek  "New Splash" volt a neve.

## Lemezek

### Albumok
- No, No, No (1994)
- Come Again (1996)

### Kislemezek
- "You Don't Love Me (No, No, No)" (1967)
- "You Don't Love Me (No, No, No)" (1994)
- "Night & Day (Baby I Love You So)" (1994)
- "Growing Up" / "Be Gone"  (2004)